# Mirobaeoides lycosi
Mirobaeoides lycosi är en stekelart som beskrevs av Austin 1986. Mirobaeoides lycosi ingår i släktet Mirobaeoides och familjen Scelionidae. Inga underarter finns listade i Catalogue of Life.